# Trivago
Trivago je internetový vyhledávač se specializací na porovnávání cen ubytování (hotely, hostely, apartmány, B&B, atd.). Stránka srovnává ceny na 700 000 hotelů na více než 200 rezervačních stránek jako např. Booking.com, Expedia či Priceline.  Sídlo firmy je v německém Düsseldorfu. Vyhledávač má na 51 platforem v 32 jazykových variantách, na které přistupuje měsíčně 80 milionů uživatelů.

## Historie
Nápad založit internetový srovnávač cen specializovaný na ubytování vznikl v roce 2004. Firma samotná byla založena v roce 2005 v Düsseldorfu, hlavním městě německé spolkové země Severní Porýní-Vestfálsko. Na jejím vzniku se podíleli tři podnikatelé – Peter Vinnemeier, Malte Siewert a Rolf Schrömgens.
V roce 2007 se stránka rozšířila o jazykové verze pro Španělsko, Francii a Spojené království. O další rok později přibylo Polsko a Švédsko a firma získala financování ve výši 1,14 milionu amerických dolarů od britské společnosti HOWZAT media LLP. V roce 2009 přibyly mutace pro první neevropské země, konkrétně Spojené státy americké, Čínu, Japonsko, Brazílii a Mexiko. Jazyková platforma pro Česko byla spuštěna na konci roku 2011.
21. prosince 2012 koupila Expedia většinový podíl v trivago v hotovosti a akciích, v celkové hodnotě 546 miliónů dolarů.

## Produkt

### Vyhledávač hotelů
Trivago porovnává ceny hotelů a zkušenosti, které s jednotlivými ubytovacími zařízeními návštěvníci mají. Vyhledávání zahrnuje geografická kritéria, např. město, region či turistické atrakce, ale také vybavení jednotlivých hotelů a penzionů (např. lázně, sportovní či kongresové vybavení, dostupnost internetu pomocí Wi-fi). Po výběru konkrétního ubytovacího zařízení je uživatel přesměrován na internetovou rezervační stránku, která pro daný hotel či penzion nabízí nejlevnější cenu.
Vyhledávač pro srovnání cen používá informace od rezervačních stránek, ale také od hotelových návštěvníků a samotných hoteliérů. Na základě všech těchto informací trivago jednotlivým ubytovacím zařízením přiřazuje hodnocení, které usnadňuje jejich porovnávání. Firma z velké části spoléhá na obsah generovaný uživateli. Z tohoto důvodu spolupracujícím členům po registraci vyplácí pravidelnou finanční odměnu, v závislosti na množství obsahu vytvořeného konkrétním členem.

### trivago Index hotelových cen (tHPI)
Firma každý měsíc uveřejňuje Index hotelových cen (tHPI - trivago Hotel Price Index), který ukazuje na vývoj cen ubytování ve vybraných destinacích.

### trivago Hotel Manager (tHM)
Trivago Hotel Management  je zdarma vedená platforma vytvořená přímo pro vlastníky jednotlivých ubytovacích zařízeních. Ti si zde sami mohou spravovat profil. Zároveň Hotel Manager nabízí řadu tipů a doporučení jak zajistit lepší zobrazení profilu na trivagu a jak sledovat výsledky. Hoteliéři jsou zde schopni sledovat i statistiky a počet zobrazení daného ubytovacího zařízení.

## Pracovní prostředí
Trivago nabízí zázemí mezinárodní firmy, zaměstnává na 60 národností. Zaměstnanci těží z mnohých výhod, mezi které patří nijak specifikovaná pracovní doba, firemní akce a další pracovní benefity.

## Management
- Rolf Schromgens - Product, Marketing & Country Development
- Malte Siewert - Sales, Finance & Business Development
- Peter Vinnemeier - Technology

## Ocenění
- Travel Industry Club - Online Manager 2010 – třetí místo – Malte Siewert[14]
- START AWARD NRW 2009 – nominace v kategorii “Innovative Start-Up”[15]
- Travel Industry Club Award 2009 – nominace na “Best Practice Award”[16]
- Travolution Awards 2009 – nominace na “Best Travel Information Website"[17]
- Red Herring 100 – vítěz 2008[18]
- Europe Innova, an initiative by the European Commission - Enterprise and Industry, named trivago GmbH as an example of helping develop the quality available in the tourism industry, as well as modernizing and supporting the local labor market.[19]